# 17001 Braydennoh
17001 Braydennoh è un asteroide della fascia principale interna. Scoperto nel 1999, presenta un'orbita caratterizzata da un semiasse maggiore pari a 2,473132 UA e da un'eccentricità di 0,069121, inclinata di 6,084798° rispetto all'eclittica. Ha un diametro di 4,137 km, un periodo di rotazione di 7,63344 ore e un'albedo di 0,375.
Brayden Noh (nato nel 2001) si è aggiudicato il secondo premio all'Intel International Science and Engineering Fair del 2019 per il suo progetto energetico. Ha frequentato la Auburn High School, Auburn, Alabama, USA.